# Nomen conservandum
Nomen conservandum (plurale nomina conservanda, abbreviazione nom. cons.) è una locuzione latina utilizzata nelle convenzioni di nomenclatura scientifica per indicare "un nome che deve essere conservato", ovvero una denominazione scientifica che gode di specifiche protezioni nomenclaturali.
 
Si tratta in pratica di nomi che, malgrado non rispettino le regole di nomenclatura, devono continuare a essere adoperati perché ormai di uso comune e universale.
La locuzione è utilizzata con diverse accezioni nel Codice internazionale di nomenclatura botanica e nel Codice internazionale di nomenclatura zoologica.

## Botanica
In botanica la locuzione nomen conservandum è definita come: 
La procedura di conservazione di un nome è governata dall'articolo 14 dell'ICBN.
Il suo scopo è: 
La procedura si può applicare a taxa appartenenti al rango di famiglia, genere, specie o a ranghi intermedi.
 
Il Codice di Nomenclatura prevede anche la possibilità di rigetto di un nome (art. 56), creando un nomen rejiciendum (abbr.: nom. rej.), cioè che non può più essere usato. 

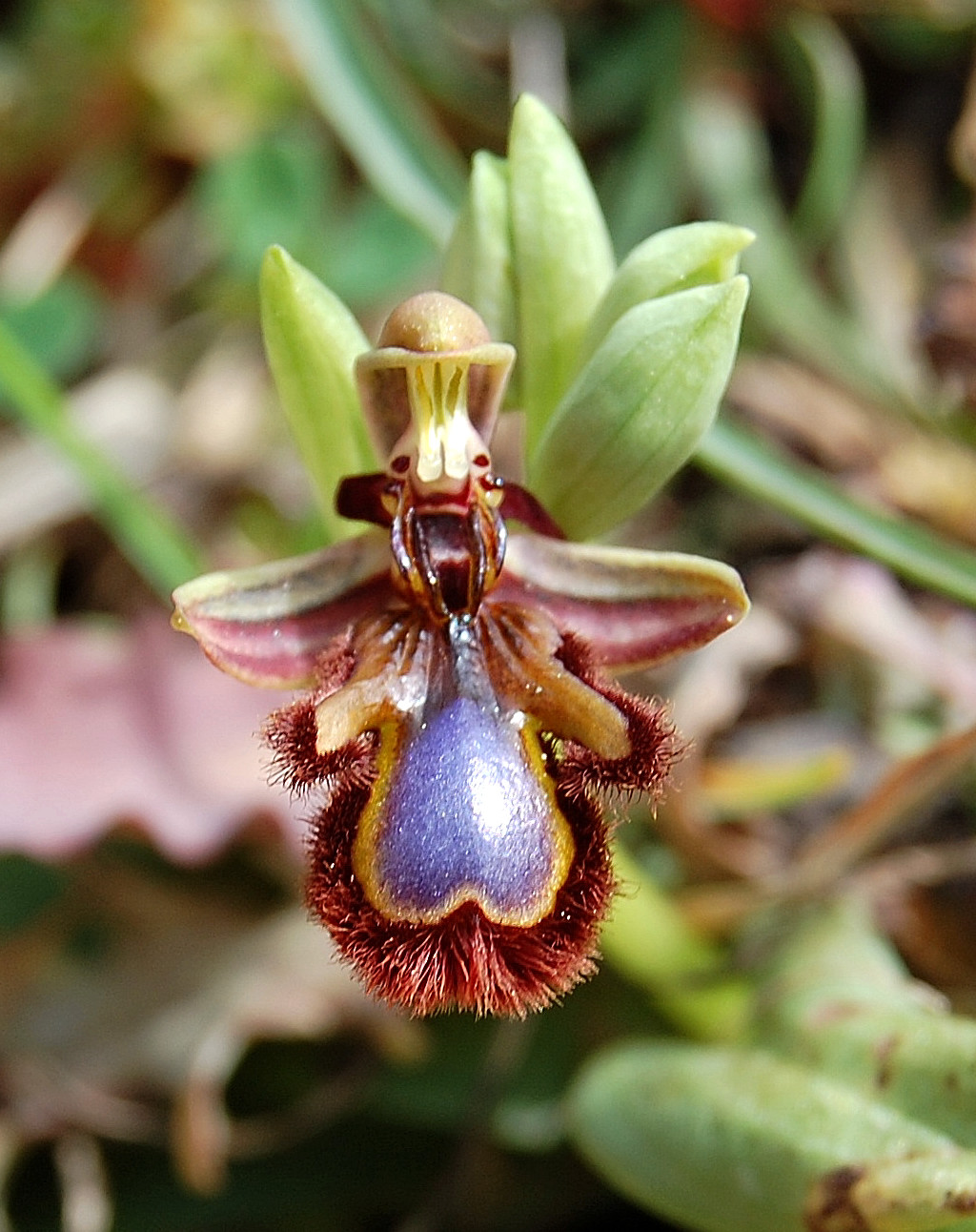
Ophrys speculum

Un esempio di nomen conservandum in botanica è Ophrys speculum.
La prima descrizione di questa orchidea si deve al naturalista tedesco Johann Heinrich Friedrich Link, che nel 1800 descrisse un esemplare raccolto nei pressi di Lisbona, battezzandolo appunto con il nome di Ophrys speculum. In epoca successiva, nel 1804, il botanico portoghese Félix Avelar Brotero pubblicò la descrizione di una specie assai simile, raccolta nei pressi di Coimbra, cui diede il nome di Ophrys vernixia. Qualche anno dopo, nel 1806, il botanico siciliano Antonino Bivona Bernardi, basandosi su esemplari raccolti nei dintorni di Palermo,  descrisse la medesima entità dandole il nome di Ophrys ciliata.

Nella realtà le tre denominazioni, O. speculum, O. vernixia e O. ciliata, hanno continuato a essere utilizzate indifferentemente dai botanici dei vari paesi, creando una notevole confusione. Per porre fine al caos nomenclaturale è intervenuto nel 2004 il botanico tedesco Werner Greuter che ha proposto di inserire il binomio Ophrys speculum tra i nomina conservanda. La proposta di Greuter è stata accolta in via definitiva dal Congresso botanico internazionale tenutosi a Vienna nel 2005.
La procedura di conservazione può essere limitata alla ortografia di un nome, come per esempio Euonymus (giudicato da preferire al formalmente più corretto Evonymus), Guaiacum (in luogo di Guajacum), Hieronyma (invece di Hyeronima o Hieronima).
Molti esempi di nomina conservanda si ritrovano tra alcune delle famiglie più conosciute di piante. Secondo le regole dell'ICBN i nomi delle famiglie si ricavano dal nome del genere tipo con l'aggiunta del suffisso "aceae". Così, la famiglia dei cereali si denomina Poaceae a partire dal nome del genere tipo Poa, ovvero la famiglia delle Brassicaceae prende il suo nome dal genere Brassica. Ciononostante, è molto diffuso l'uso di denominare, rispettivamente, le prime Gramineae e le seconde Cruciferae. Entrambe le denominazioni sono state considerate nomina conservanda.
Le famiglie in cui, come eccezione, si permette l'uso del nome tradizionale sono:
| Nome convenzionale | Genere tipo | Nomen conservandum |
| ------------------ | ----------- | ------------------ |
| Apiaceae           | Apium L.    | Umbelliferae       |
| Arecaceae          | Areca L.    | Palmae             |
| Asteraceae         | Aster L.    | Compositae         |
| Brassicaceae       | Brassica L. | Cruciferae         |
| Clusiaceae         | Clusia L.   | Guttiferae         |
| Fabaceae           | Faba Mill.  | Leguminosae        |
| Lamiaceae          | Lamium L.   | Labiatae           |
| Poaceae            | Poa L.      | Gramineae          |

## Zoologia
In zoologia il termine nomen conservandum, (in inglese conserved name), è definito nel glossario del Codice internazionale di nomenclatura zoologica come: 

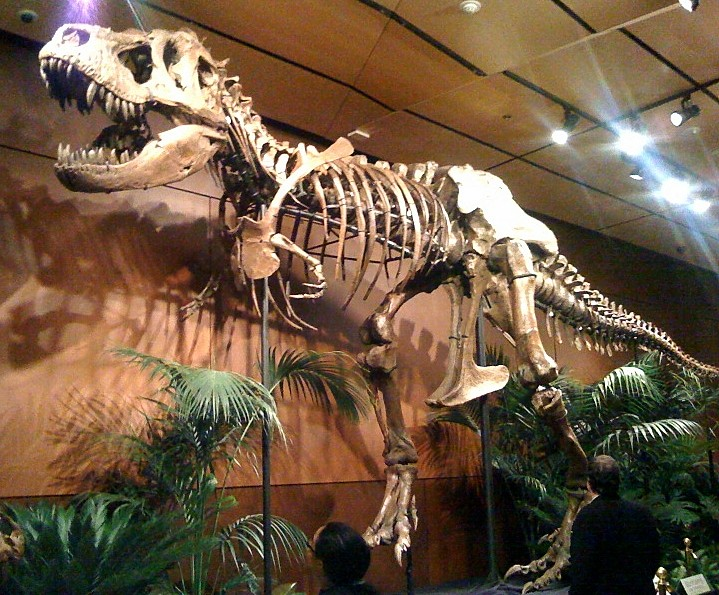
Tyrannosaurus rex

Un esempio di nomen conservandum è il nome del genere Tyrannosaurus, formalmente descritto nel 1912. Solo successivamente ci si rese conto che il genere Manospondylus (che era stato formalmente descritto nel 1892) era sostanzialmente lo stesso genere di Tyrannosaurus (sinonimo). Secondo le convenzioni di nomenclatura Manospondylus avrebbe dovuto avere la precedenza e sarebbe stato quindi il nome valido. Ma la Commissione Internazionale di Nomenclatura Zoologica ha deliberato che Tyrannosaurus, nome nel frattempo divenuto più diffuso e conosciuto, fosse il nome accettato (nomen conservandum), classificando invece Manospondylus come nomen oblitum (dal latino: nome dimenticato).
La Commissione Internazionale di Nomenclatura Zoologica  prevede procedure leggermente diverse dalla omologa commissione botanica, ma con analoghi principi di base.